# Quality Street (toneelstuk)
Quality Street is een komedie van J.M. Barrie uit 1901. Het stuk ging in 1901 in première op Broadway, maar moest daar al snel sluiten. Vervolgens trok het toneelstuk naar Londen waar het meer dan 400 voorstellingen haalde. Tot aan de Tweede Wereldoorlog bleef het populair in Engeland.
Het toneelstuk bestaat uit vier akten en speelt zich af ten tijde van Napoleon.
Akte 1De twee handwerkende zusters Phoebe Throssel en Susan Throssel zitten te kletsen. Phoebe vertelt dat haar vriend Valentine Brown die middag op bezoek komt en denkt dat hij haar een aanzoek zal doen. Brown komt wel opdagen, maar in plaats van op de knieën te gaan, vertelt hij dat hij tegen Napoleon gaat vechten op het Europese vasteland.
Akte 2Om de schok te boven te komen beginnen de twee zusters een schooltje. Phoebe vindt zich tien jaar later een oude vrijster als Valentine Brown weer in het dorp komt. Om zich anders voor te doen verzint Phoebe een nieuwe naam, Livvy. Livvy verleidt daarop Valentine Brown en samen met Valentine en Susan gaan ze naar het bal.
Akte 3Livvy valt positief op, niet alleen bij Valentine, maar ook bij andere heren. Het stoort haar daarbij dat Valentine niet viel voor de echte Phoebe, maar voor haar "leukere" rol Livvy. Er wordt druk geroddeld en uiteindelijk valt Valentine dan toch voor Phoebe.
Akte 4Phoebe verdwijnt van het toneel, maar het dorp blijft benieuwd naar haar. Uiteindelijk vraag Valentine Phoebe ten huwelijk, maar nu wijst zij hem zonder reden af. Valentine komt erachter dat Phoebe dubbelspel heeft gespeeld.

## Rollen
Er zijn rollen voor:
- Valentine Brown
- Miss Phoebe Throssel
- Miss Livvy
- Ensign Blades
- Lieutenant Spicer
- Susan Throssell
- Patty (werkster)
- Recruiting Sergeant
- A Waterloo Veteran
- Arthur Wellesley Tomson
- Miss Willoughby
- Miss Fanny Willoughby
- Miss Henrietta Turnbull
- Miss Charlotte Parratt
- Isabella
- Harriett

## Afleidingen
Het toneelstuk was zo populair dat er tweemaal een film van werd gemaakt, in 1927 en 1937). Het snoepgoed Quality Street is naar het toneelstuk genoemd.

## Oslo 1908
Op 23 april 1908 bereikte het toneelstuk Oslo, alwaar het onder de titel Den stille gade werd opgevoerd. Uitvoeringen van het toneelstuk gingen gepaard met muziek die muzikaal leider van het Nationaltheatret Johan Halvorsen had uitgezocht. Er werd muziek uitgevoerd van Wolfgang Amadeus Mozart (uit Die Entführung aus dem Serail), Arthur Sullivan, een door Halvorsen gearrangeerde Britse mars en een werk van Joseph Haydn gespeeld. Halvorsens muziek bleef daarbij onbekend.